# سونی اریکسون دبلیو۸۸۰
دبلیو۸۸۰ یک نمونه از گوشی‌های سونی اریکسون است که در سپتامبر ۲۰۰۶ معرفی شد.